# Sam Selvon

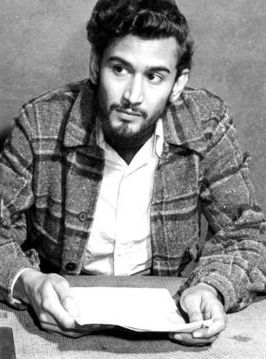
Sam Selvon nel 1952

(Sam Selvon, Londinesi Solitari)
Sam Selvon (San Fernando, 20 maggio 1923 – 16 aprile 1994) è stato uno scrittore trinidadiano, pioniere nell'uso dell'inglese creolo nella letteratura.

## Biografia
Samuel Dickson Selvon nacque nel 1923 a Trinidad. Suo padre era un mercante di tessuti, originario delle Indie Orientali immigrato a Trinidad, mentre sua madre era di origini anglo-indiane (il nonno materno era scozzese e la nonna materna indiana). Selvon cominciò il suo percorso scolastico a San Fernando, al Naparima College, ma lasciò la scuola all'età di quindici anni per motivi lavorativi.
Dal 1940 al 1945 lavorò come marconista per la divisione locale della Royal Naval Reserve, e nello stesso periodo cominciò a scrivere le sue prime opere e intraprese la carriera di giornalista. Dopo la seconda guerra mondiale si trasferì a Port of Spain e cominciò a lavorare come reporter per il Trinidad Guardian, scrivendo per qualche tempo anche nella sezione letteraria del giornale. Durante quel periodo i suoi racconti vennero in gran parte pubblicati sotto diversi pseudonimi. Molti di questi scritti iniziali sono stati raccolti in Foreday Morning (1989).
Negli anni Cinquanta Selvon si trasferì a Londra, dove lavorò come receptionist per l'Ambasciata Indiana, dedicandosi alla scrittura nel tempo libero. Proprio nel suo viaggio in nave verso Londra, incontrò George Lamming, uno scrittore originario delle Barbados. La loro amicizia, nata a bordo della nave, si sviluppò ulteriormente all'arrivo a Londra, dove i due scrittori vissero nello stesso ostello. Nelle loro opere si può riconoscere una certa affinità nell'approccio al tema della condizione degli immigrati, destinati ad affrontare lo stesso difficile percorso di integrazione sperimentato dai due scrittori nel vecchio continente.
I suoi racconti brevi e le sue poesie apparirono in varie pubblicazioni come il London Magazine e The Nation. A Londra collaborò anche con la BBC, producendo due copioni per la televisione, intitolati Anansi l'uomo ragno e Casa dolce India.
Selvon è stato socio del progetto di scrittura creativa per il dipartimento di Inglese all'Università di Dundee dal 1975 al 1977. Alla fine degli anni Settanta si trasferì in Canada, dove lavorò come insegnante di scrittura creativa all'Università di Victoria. All'Università di Calgary, invece, venne largamente ignorato dal dipartimento di letteratura, ricevendo pochissime recensioni durante la sua permanenza.
Selvon si sposò due volte: nel 1947 con Draupadi Persaud, con la quale ebbe una figlia, e nel 1963 con Althea Daroux, con la quale ebbe due figli e una figlia.
Il 16 aprile del 1994, in un viaggio verso Trinidad, Selvon morì a causa di un'insufficienza respiratoria. Le sue ceneri sono state sepolte nel cimitero dell'Università delle Indie Occidentali.

## Opere
I romanzi più conosciuti di Selvon sono Londinesi solitari (The Lonely Londoners, 1956) e L'ascesa di Moses (Moses Ascending , 1975). Altre opere importanti sono la collezione di racconti brevi Ways of Sunlight (1957), Turn Again Tiger (1958) e Those Who Eat the Cascadura (1972). Tra gli anni Settanta e l'inizio degli anni Ottanta Selvon produsse alcuni adattamenti radiofonici dei suoi romanzi, trasmessi dalla BBC e raccolti nel 1988 in Eldorado West One e Highway in the Sun (Peepal Tree Press, 1991) .

### Elenco per data
- 1952. A Brighter Sun, Harlow: Longman
- 1955. An Island is a World (1955), London: Wingate
- 1956. The Lonely Londoners (1956) 
Londinesi Solitari, 1998, Milano: Mondadori, trad. Isabella Maria Zoppi, ISBN 88-04-43238-1, OCLC 797824925
- 1957. Ways of Sunlight, short stories, London
- 1959. Turn Again Tiger, New York: St. Martin's Press
- 1963.  I Hear Thunder, Macgibbon & Kee: London
- 1965. The Housing Lark, Washington, D.C: Three Continents Press
- 1970. The Plains of Caroni, London: MacGibbon & Kee
- 1972. Those Who Eat the Cascadura, London: Davis-Poynter
- 1975. Moses Ascending,  London: Davis-Poynter
L'Ascesa di Moses, 1992, Marina di Patti: Pungitopo, trad. P. Allegrezza, , ISBN 88-85328-12-1, OCLC 800857214
- 1983. Moses Migrating , London: Longman
- 1989. Foreday Morning , Kingston, Jamaica u.a: Longman
- 1988. Eldorado West One, collected one-act plays, Leeds: Peepal tree Press
- 1991. Highway in the Sun and Other Plays, Leeds: Peepal Tree Press

### Filmografia
- 1976. Pressure, sceneggiatura di Sam Selvon Horace Ové

### Londinesi solitari(1956)
The Lonely Londoners, scritto nel 1956, è il romanzo più conosciuto di Samuel Selvon. L'opera tratta della migrazione dalle Indie Occidentali alla Gran Bretagna negli anni Cinquanta e Sessanta, e racconta in forma aneddotica la quotidianità dei migranti, descritti come "coloureds", meticci. La trama riguarda in particolare alcuni personaggi, immigrati provenienti da diversi paesi che si conoscono a Londra mentre cercano un impiego o tentano di sopravvivere nella grande città. La loro esistenza si definisce sulla base della loro dedizione o meno al lavoro e della ricerca di alcuni futili piaceri.
Una caratteristica importante del romanzo è la voce narrante. Selvon cominciò scrivendo in inglese standard, ma notò subito come questo linguaggio non fosse adatto alle esperienze e ai pensieri dei suoi personaggi. Scelse quindi di farli parlare nella loro lingua, ovvero l'inglese creolo. Così facendo, aggiunse una nuova dimensione multiculturale alla tradizione romanzesca londinese, e incrementò la consapevolezza di una società in mutamento, caratterizzata da un lato dalla decolonizzazione e dall'altro dall'immigrazione dalle colonie al centro.
La Londra rappresentata nelle opere di Selvon è una città di contraddizioni e contrasti, che riesce ad incantare e contemporaneamente ad alienare i nuovi residenti, i quali reagiscono in modi disparati e personali. Selvon illustra anche una visione d'insieme delle differenti "città" che si vivono a Londra, a causa delle distinzioni razziali e di classe. Ad esempio, la descrizione dell'arrivo del treno alla stazione di Waterloo offre un'immagine di straordinaria efficacia del miscuglio tra le attese, le speranze illusorie, la fiduciosa incoscienza degli immigrati appena arrivati e la consapevolezza di una realtà dura ed ostile delle persone immigrate molto tempo prima. Il libro infatti racconta da un lato l'insediamento del nuovo arrivato Harry, e dall'altro la storia di Moses, vecchio immigrato che diventa la sua guida. La sua voce con il procedere del racconto si allineerà a quella del narratore, condividendo la consapevolezza e la visione della condizione esistenziale e sociale specifica della comunità caraibica londinese.

## Stile
Sam Selvon, attraverso la formazione letteraria ricevuta a Trinidad, improntata sul canone inglese a causa della colonizzazione, entrò fin da subito in contatto con le opere più importanti della letteratura britannica. Il loro influsso è riscontrabile nella descrizione della città di Londra e nell'utilizzo di un inglese pomposo, tipico della letteratura del XIX secolo, alternato all'inglese creolo degli immigranti arrivati in Inghilterra dopo la guerra.

### Anni '50
Le prime opere di Selvon riflettono la purezza e immediatezza della vita dei nativi, dei loro luoghi e abitudini, essendo ambientate in suolo caraibico. La vivida prosa è segnata da una netta divisione tra l'inglese standard e i dialoghi in inglese creolo. In questo primo periodo di immigrazione i trinidadiani stavano infatti ancora creando ed improvvisando nuovi vocaboli, l'inglese standard apparteneva solamente alla borghesia e alle persone più acculturate. Selvon seleziona il materiale a sua disposizione per una minuziosa descrizione del dettaglio realistico, rendendo l'opera simile ad un report giornalistico. Per rendere l'effetto dell'autentica parlata caraibica, Selvon utilizza alcune deviazioni linguistiche, tra le quali termini in slang e l'omissione dell'aggettivo possessivo. Anche l'alterazione della sintassi gli consente di catturare il ritmo tipico dell'oralità caraibica.

### Anni '60-'70
Selvon inizialmente adottò una scrittura strettamente legata all'oralità, scegliendo uno stile narrativo colloquiale, in sintonia con racconti di vita quotidiana rivolti ad un ampio pubblico. Il tipo di linguaggio scelto è però il risultato di uno studio sofisticato: l'autore infatti riteneva che per proporre un linguaggio letterario accessibile ad un pubblico sia inglese che internazionale, fosse necessario padroneggiare alla perfezione l'inglese corrente, prima di potersi cimentare nell'utilizzo dei diversi dialetti.
L'originalità del suo stile sta nel tentativo di catturare il linguaggio parlato degli immigrati caraibici a Londra. Il linguaggio è fondamentale nella descrizione della città: le differenze linguistiche mettono in luce gli atteggiamenti razzisti e diffidenti degli inglesi bianchi che sfruttano la lingua inglese per affermare la loro superiorità e denigrare i parlanti non madrelingua. Ne "I Londinesi Solitari", ad esempio, il disagio provato dagli inglesi viene descritto in un passaggio nel quale Moses mette in guardia Parsifal sulla situazione che lo aspetta: "In questi giorni ci sono negri dappertutto, e l'arrivo di ogni nave fa notizia, e agli inglesi non piace che i ragazzi vengano in Inghilterra a starci e a lavorare." […] "hanno paura che ci pigliamo un lavoro prima di loro. L'altra cosa è che semplicemente non gli piacciono i negri" […] "Quaggiù è la vecchia diplomazia inglese: "grazie signore" e "piacere" e quel genere di cose. In America vedi un cartello che ti dice di stare alla larga, ma quaggiù non ne vedi, però quando vai in un albergo o al ristorante ti diranno educatamente di cambiare rotta-altrimenti ti tratteranno in modo freddo". Le difficoltà incontrate da Selvon nel tentativo di riportare la forma orale nei suoi racconti vengono attenuate dall'uso delle strutture disciplinate e semplici che contraddistinguono la tradizione scritta.
Attorno al 1970 lo stile di Selvon si evolve, di pari passo ai cambiamenti degli schemi linguistici utilizzati dagli immigrati di varie origini incontrati in una Londra che dopo vent'anni di contaminazioni linguistiche era diventata testimone di un notevole numero di accenti e varianti orali dell'inglese.

### Anni '80
Nelle ultime opere mancano il liricismo dei primi racconti e l'utilizzo disciplinato e consapevole dei dialetti. Selvon si dedica maggiormente alla descrizione di comportamenti individuali e sociali nel mondo in continua evoluzione che vuole rappresentare, e abbandona gradualmente l'uso di forme puramente dialettali, muovendosi verso forme linguistiche ibride contenenti elementi creoli ed inglesi.

## Premi
Sam Selvon ricevette due Guggenheim Fellowships (nel 1955 e nel 1968), un dottorato onorario dalla Warwick University nel 1989, e nel 1985 una laurea ad honorem in letteratura dall'Università delle Indie Occidentali. Nel 1969 gli venne consegnato l'Hummingbird Medal Gold di Trinidad e Tobago per la letteratura, e nel 1994 il Chaconia Medal Gold.